# Musée Royal 22e Régiment
Le Musée Royal 22e Régiment est un musée fondé en 1950 à la Citadelle de Québec, par des membres du Royal 22e Régiment. Il détient le statut officiel de Musée des Forces canadiennes depuis 1974. Ce musée d'histoire militaire conserve des archives et collections, allant du XVIIe siècle à nos jours, en lien avec les histoires de Québec,  de la Citadelle de Québec et du Régiment.   
Afin de souligner les 100 ans du Royal 22e Régiment en 2014, un nouveau musée avec deux nouvelles expositions permanentes sont accessibles au public. La première exposition «Je me souviens» retrace les 100 ans d'histoire du Régiment, anciennement 22e Bataillon canadien-français, et la seconde «Honneur et mémoire» est une salle rassemblant près de 300 ensembles de médailles ayant appartenu à des membres du Régiment.

## Lieu
En plus des expositions permanentes, on trouve des éléments d'interprétation dans deux bâtiments historiques  : l'ancienne poudrière française (1750) et l'ancienne prison militaire (1842). Ils sont respectivement désignés bâtiments 15 et 10 dans la liste des bâtiments de la Citadelle de Québec.

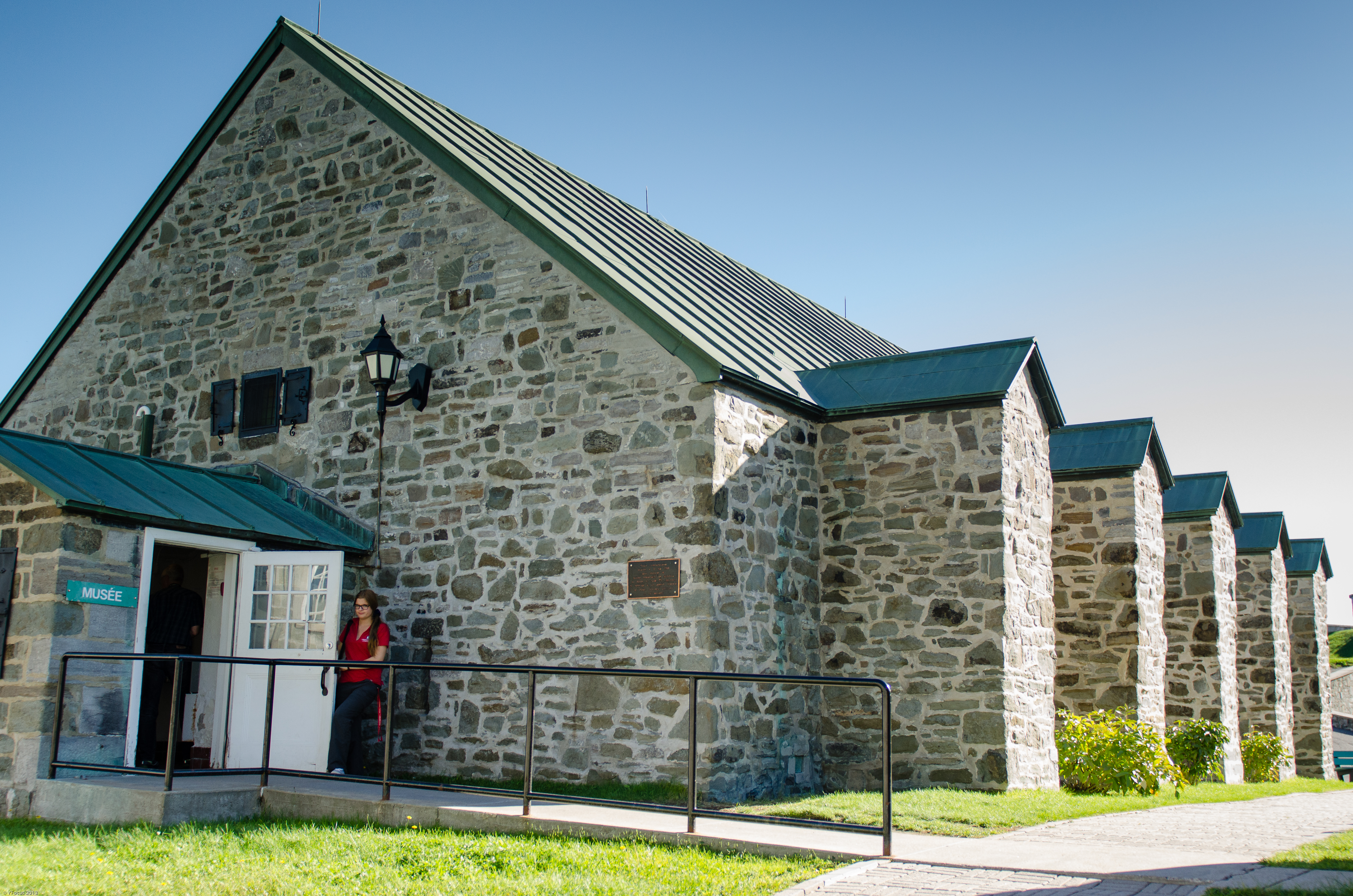
Ancienne poudrière française
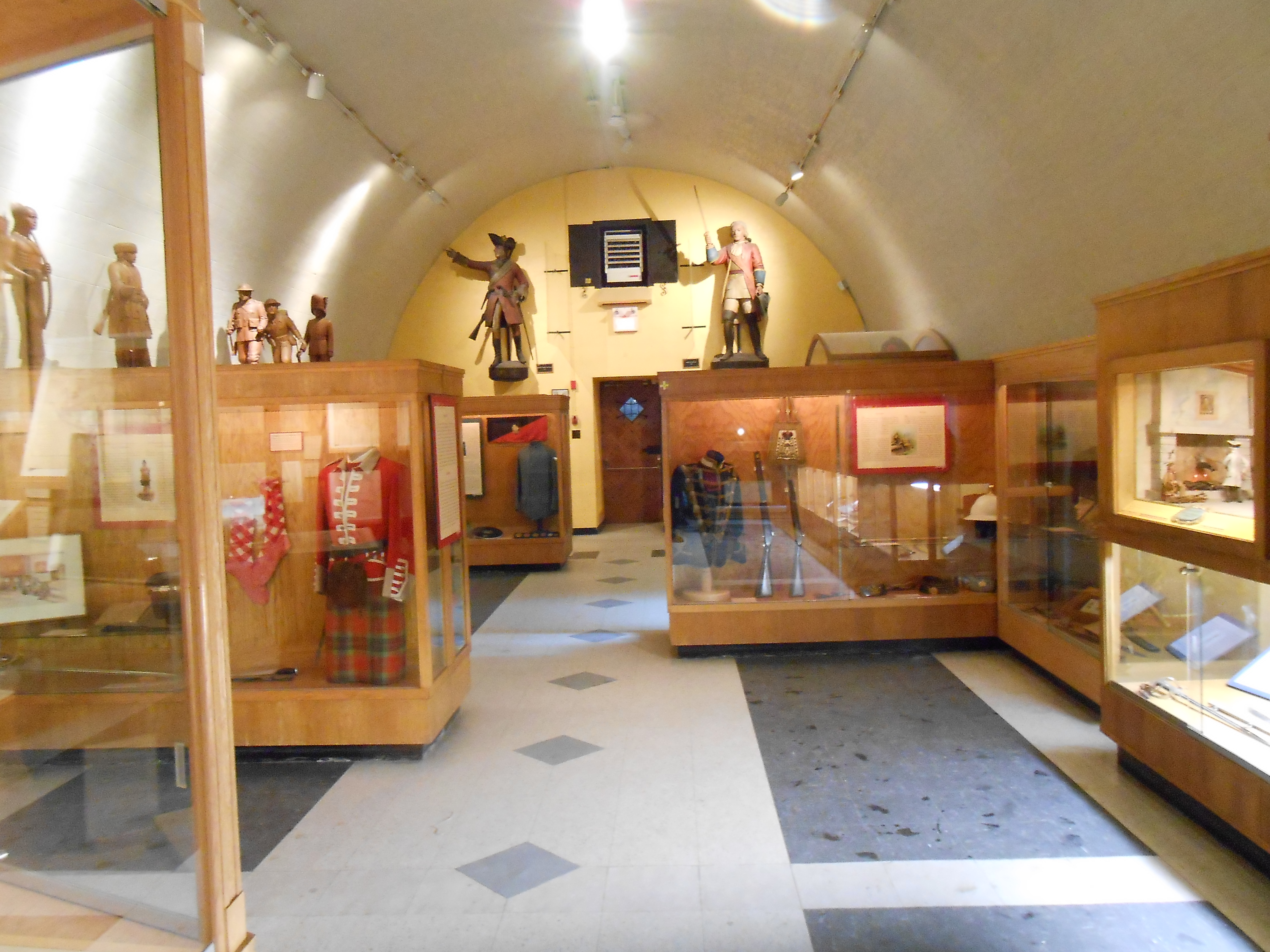
Intérieur de l'ancienne poudrière
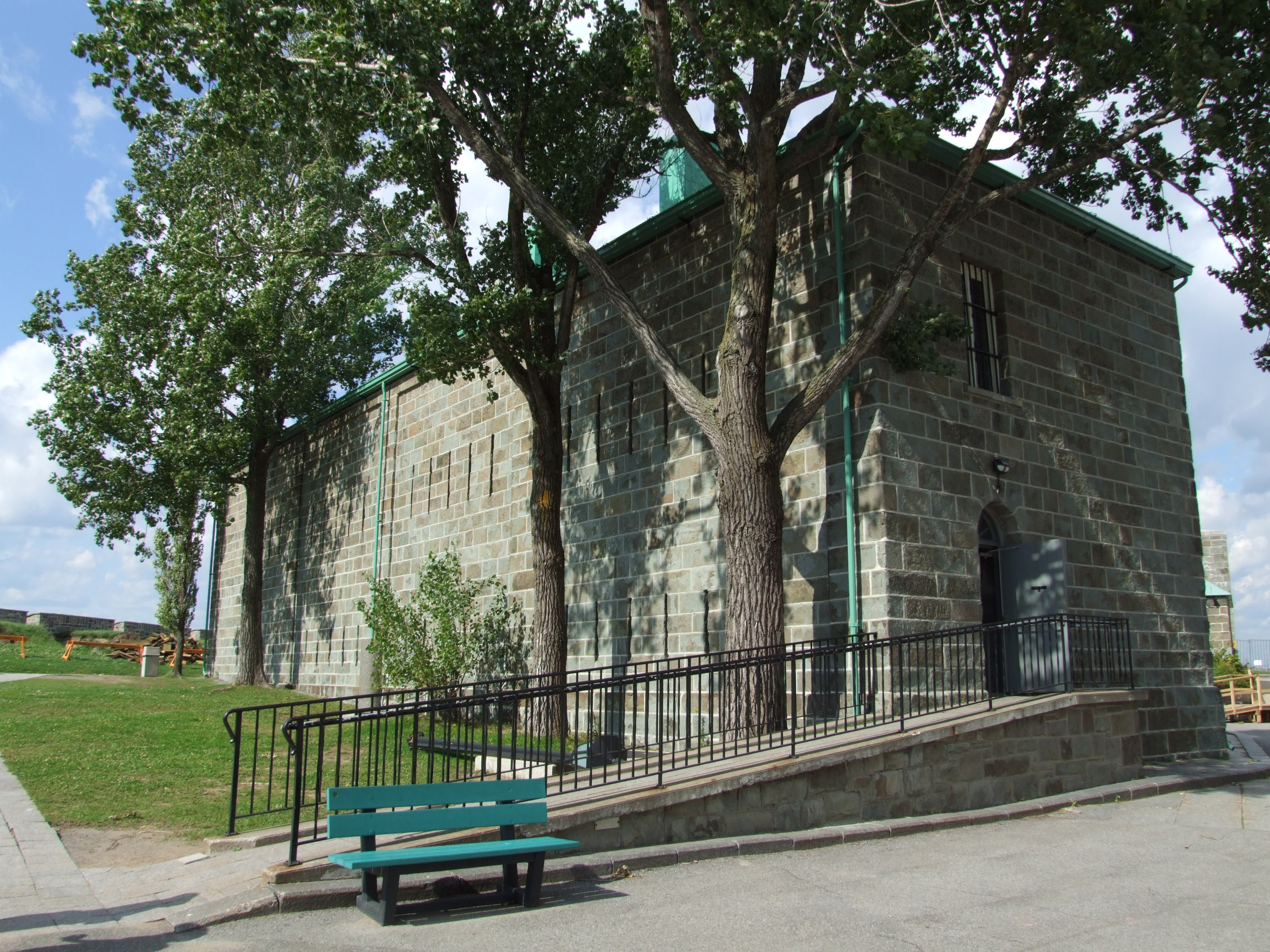
Ancienne prison militaire
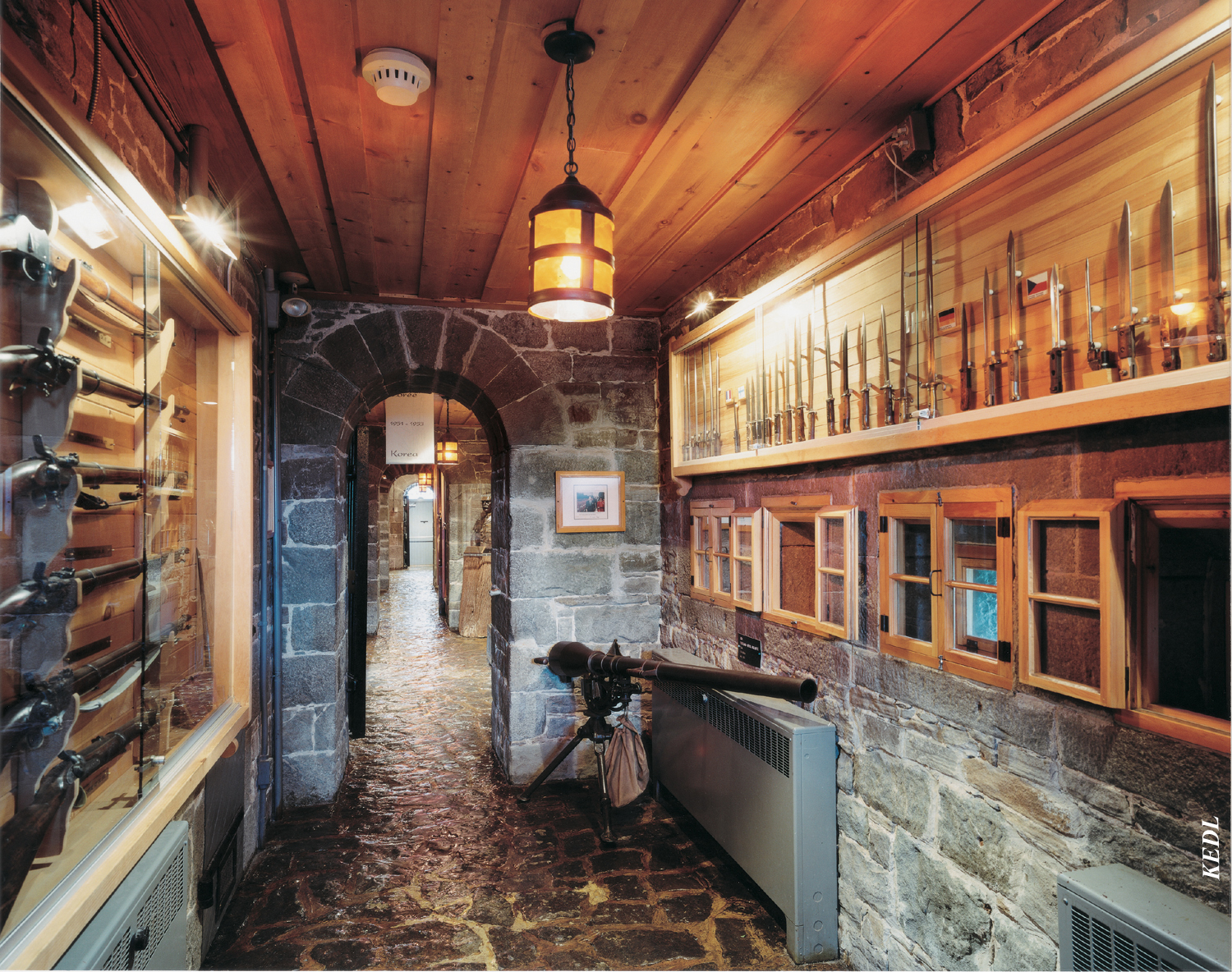
Intérieur de l'ancienne prison militaire

## Mission
La mission du Musée Royal 22e Régiment est d'acquérir, conserver et mettre en valeur les artefacts et les documents historiques relatant l'histoire et les valeurs du Royal 22e Régiment ainsi que l'histoire de la Citadelle de Québec.

## Archives et collections
Le Musée Royal 22e Régiment conserve plusieurs objets dans ses collections, tels des ensembles de médailles, des uniformes, des armes, des drapeaux et des souvenirs de guerre. Au total, 13 000 objets appartiennent au Musée. Celui-ci dispose également d'un centre d’archives où sont conservés livres, photos, bandes magnétiques, journaux de guerre et documents personnels de militaires, entre autres.
Actuellement, l'exposition de l'ancienne poudrière française n'est pas encore accessible, en raison de divers travaux de restauration. Les expositions de l'ancienne prison militaire sont accessibles en visite guidée seulement. 

## Expositions
L'ancienne poudrière française, qui est en travaux de restauration depuis le printemps 2018, offrira sous peu une exposition permanente intitulée "Garder sa poudre au sec", dont le contenu se concentrera sur la thématique de la poudre noire, ainsi que sur l'aspect défensif  de la Citadelle. En plus d'y retrouver une impressionnante collection d'armes à feu et différents items de l'époque coloniale , on pourra y observer des dioramas reconstituant des batailles historiques: le siège de Québec de 1690, la bataille de Fort Carillon et la bataille des Plaines d'Abraham de 1759. 

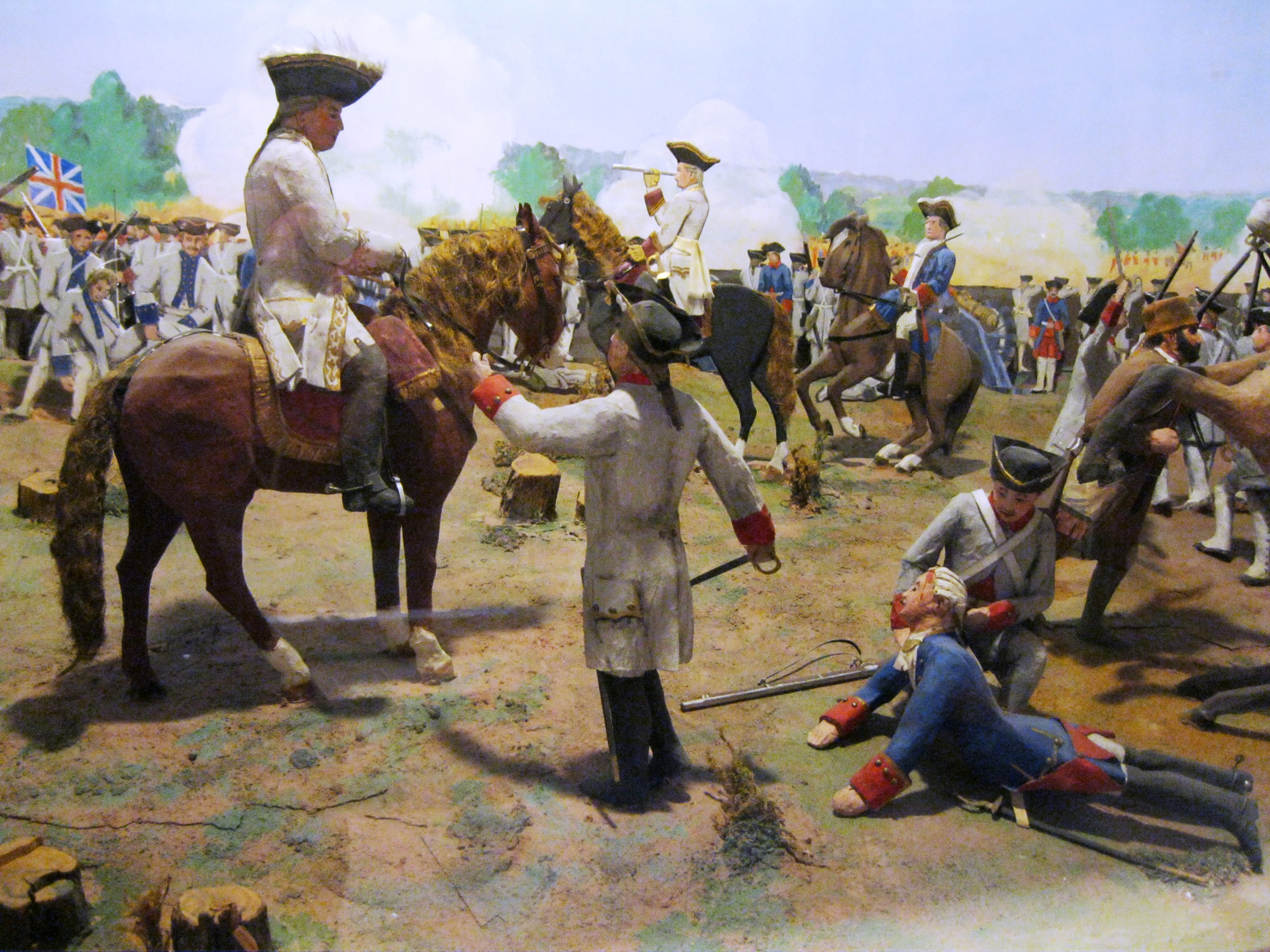
Bataille de Fort Carillon
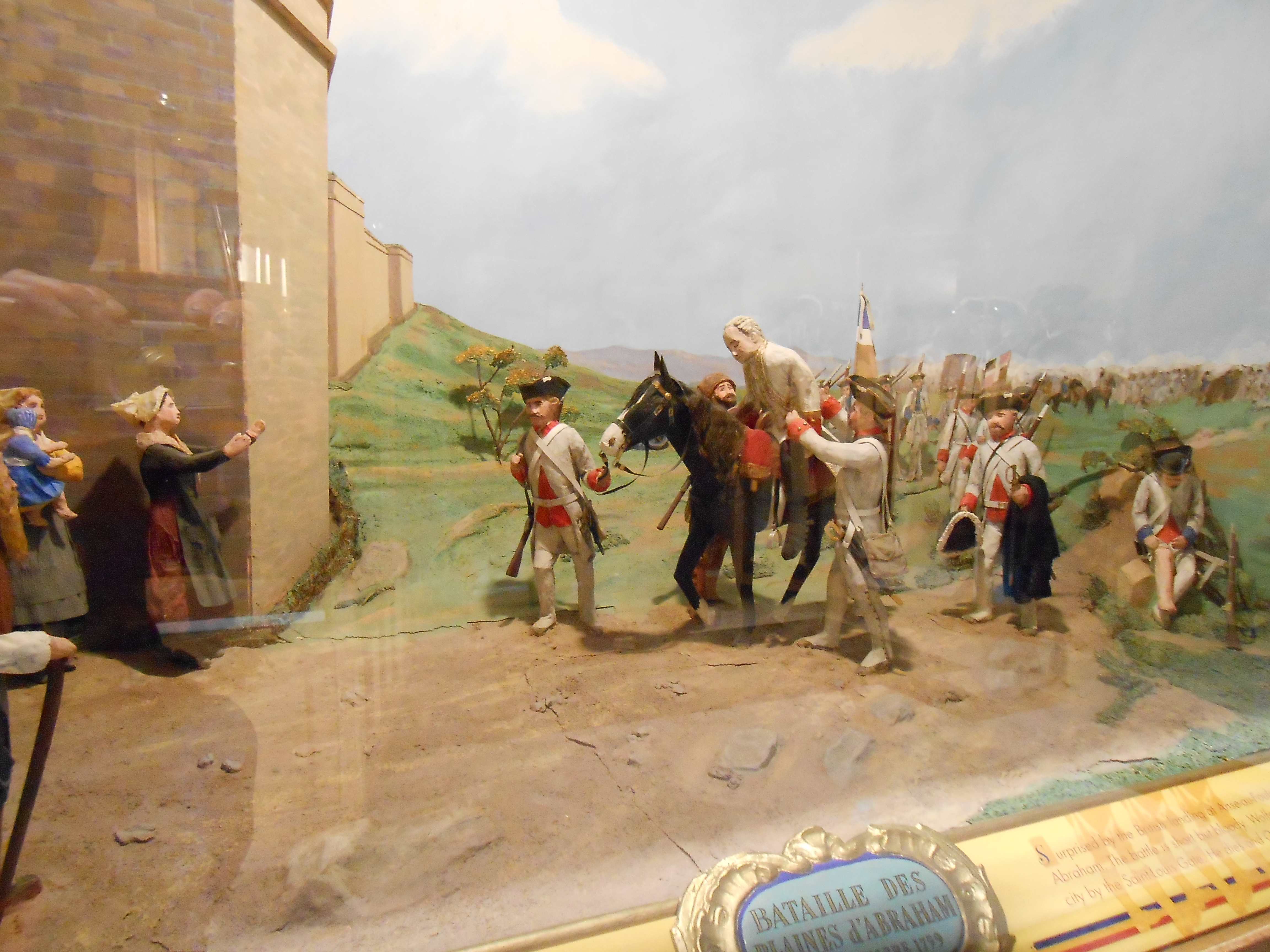
Bataille des plaines d'Abraham
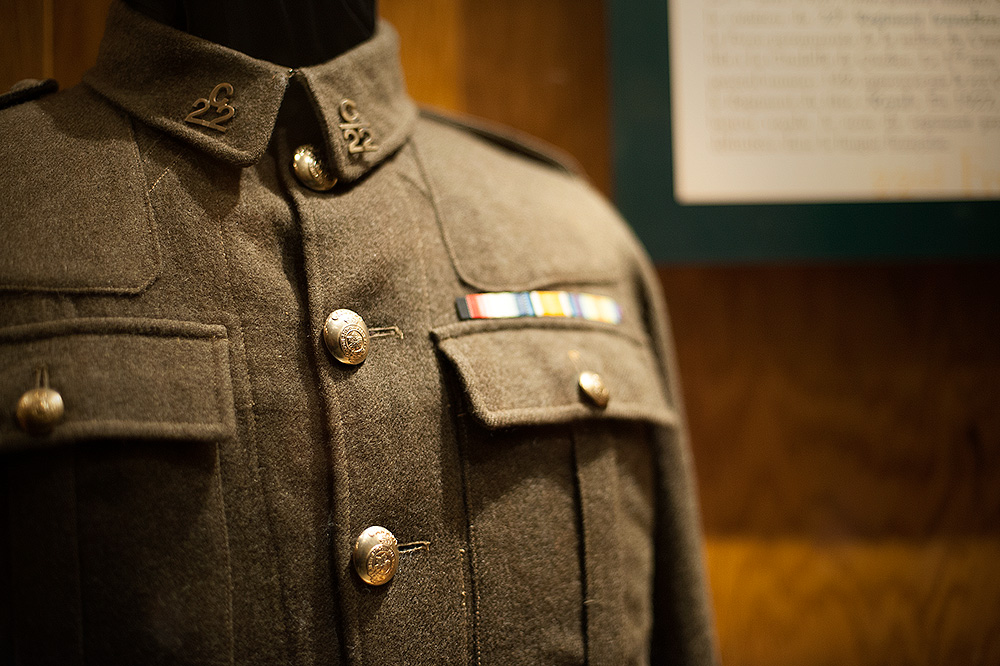
Uniforme du 22e bataillon lors de la Première Guerre mondiale

Dans l'ancienne prison militaire, l’exposition principale retrace l'historique du 4e et du 6e bataillon du Royal 22e Régiment. Il s’y trouve également une exposition photographique et une exposition sur la Première Guerre mondiale, toutes deux situées dans d'anciennes cellules de prisonniers.

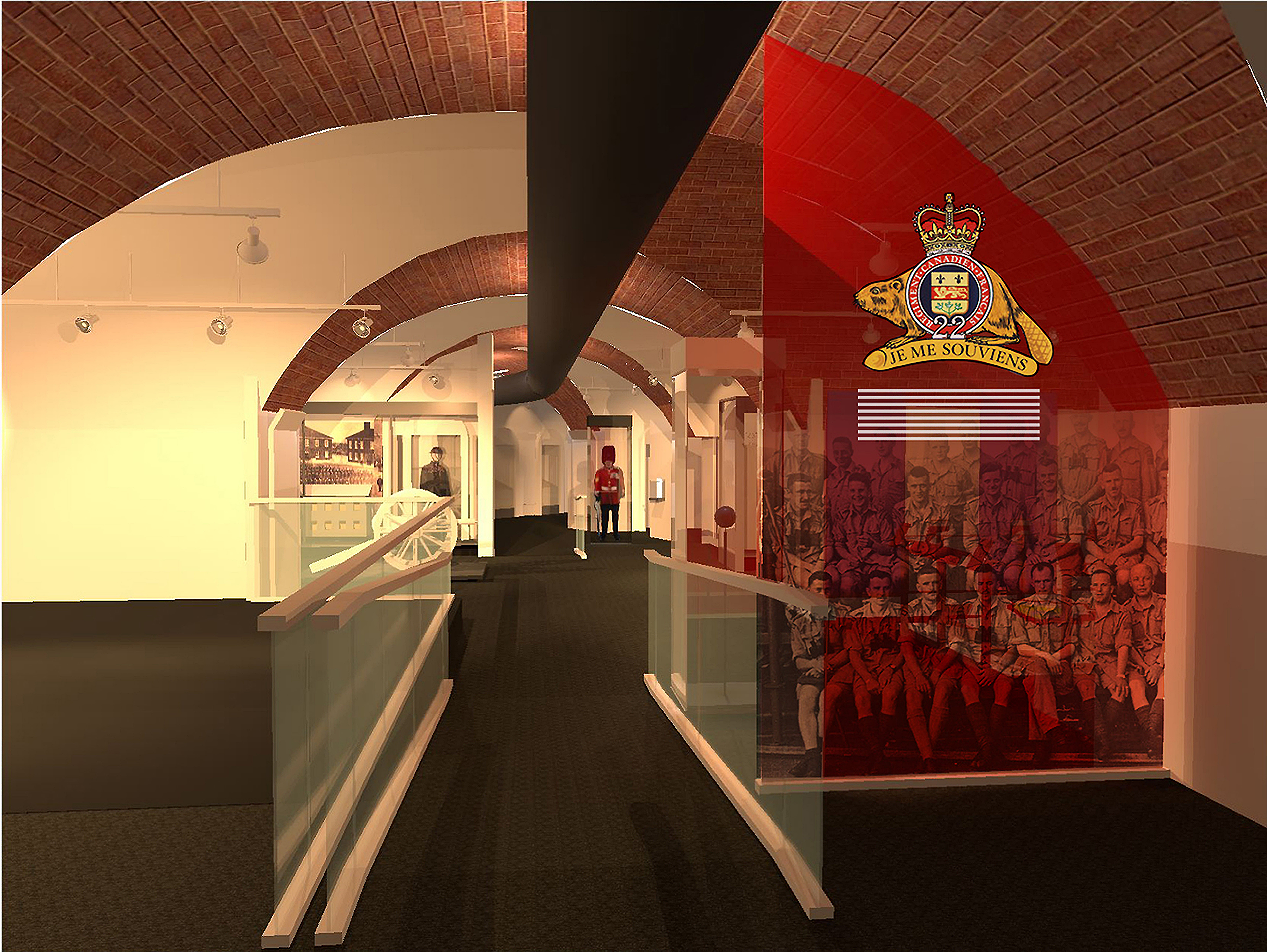
Croquis de l'entrée du futur Musée Royal 22e Régiment, lors de son ouverture au printemps 2014.

Logo du